# Миядзаки
Миядзаки е град в префектура Миядзаки, Япония. Населението му е 398 841 жители (по приблизителна оценка от октомври 2018 г.), а общата площ 286,96 кв. км. Намира се в часова зона UTC+9 в южната част на префектурата си. Градът е основан на 1 април 1924 г. Летище Миядзаки обслужва града. Летището се намира на 3,2 км южно от града. Средната годишна температура е 17,44 градуса. Има средно 127,7 дъждовни дни в годината. Средната влажност е 73,2%.